# Куйджак
Куйджак (азерб. Quycaq) — село в одноимённой административной единице Джебраильского района Азербайджана, расположенное на равнине, в 16 км к востоку от города Джебраил и в 10 км от станции Маралян.

## Этимология
Изначальное название села Куюджак связано с тем, что близ села был расположен водяной колодец (азерб. quyu — кую). Одно из ущелий  на северо-востоке села и поныне называется Куюдереси (азерб. Quyudərəsi).

## История
В источнике 1828 года село указано как кишлак Куюджак. Сначала на этой территории обосновались семьи из селения Кышлак, а затем и семьи из территории нынешнего Иранского Азербайджана.
В годы Российской империи село Куйджаг входило в состав Джебраильского уезда Елизаветпольской губернии.
В советские годы село входило в состав одноимённого сельсовета Джебраильского района Азербайджанской ССР. В селе были расположены средняя школа, клуб, библиотека, больница и отдел связи. В результате Первой карабахской войны в августе 1993 года перешло под контроль непризнанной Нагорно-Карабахской Республики и согласно её административно-территориальному делению, входило в состав Гадрутского района.
Вечером 3 октября 2020 года президент Азербайджана Ильхам Алиев заявил, что азербайджанская армия заняла сёла Талыш в Тертерском, Мехдили, Чахырлы, Ашагы Маралян, Шейбей, Куйджак в Джебраильском и Ашагы Абдурахманлы в Физулинском районах Азербайджана. Ночью Министерство обороны Азербайджана официально подтвердило взятие данных сёл вооружёнными силами Азербайджана.  BBC сообщает, что все взятые, по данным Азербайджана, на юге сёла, судя по спутниковым снимкам, лежат в руинах и полностью или почти полностью заброшены с тех пор, как в начале 1990-х азербайджанское население их покинуло, спасаясь от наступавших армян.

## Население
По данным «Свода статистических данных о населении Закавказского края, извлеченных из посемейных списков 1886 года» в селе Куйджаг Куйджагского сельского округа Джебраильского уезда было 106 дымов и проживало 443 азербайджанца (указаны как «татары»), которые были крестьянами.
По данным «Кавказского календаря» на 1912 год в селе Куйджях Карягинского уезда проживало 689 человек, в основном азербайджанцев, указанных в календаре как «татары».
В 1977 году в селе проживало 665 человека. Население села занималось животноводством, возделыванием пшеницы, хлопководством и шелководством.